# Enlèvement de Shin Sang-ok et Choi Eun-hee

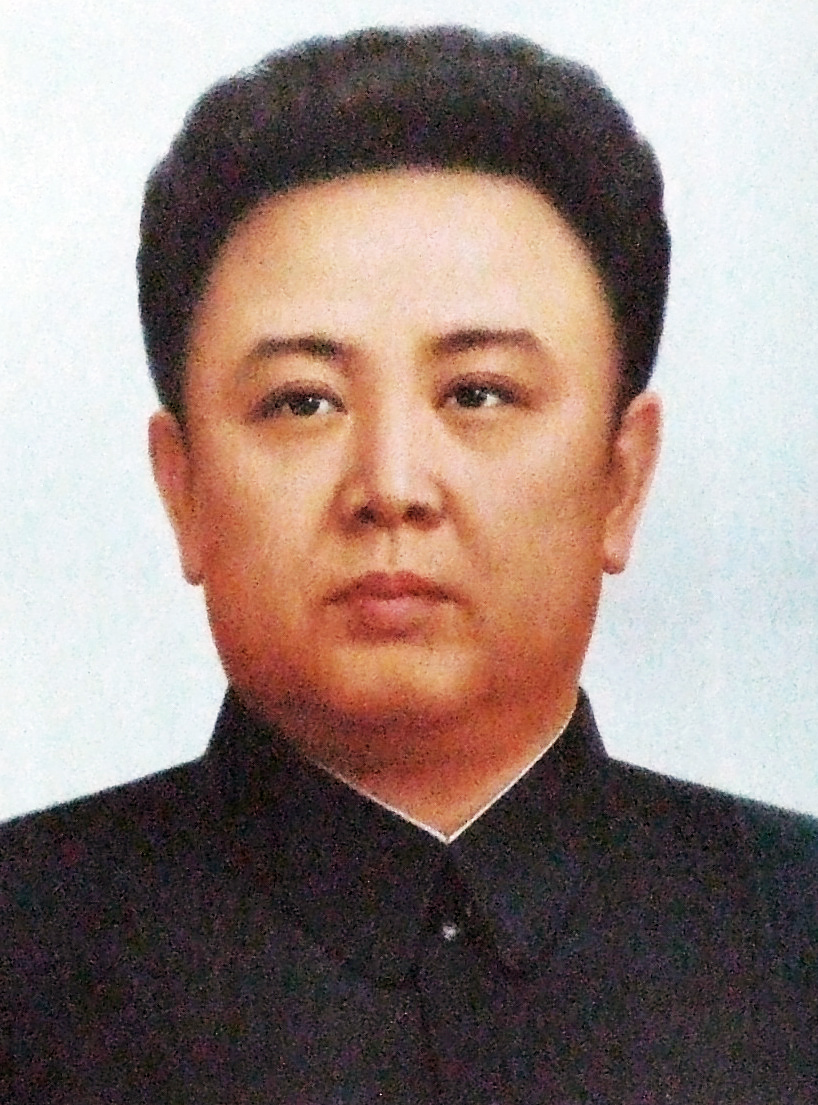
Kim Jong-il, passionné de cinéma, a fait enlever le réalisateur sud-coréen Shin Sang-ok pour le forcer à réaliser des films pour lui.

L'enlèvement de Shin Sang-ok et Choi Eun-hee est organisé en 1978 par la Corée du Nord. Shin Sang-ok est un célèbre réalisateur sud-coréen marié à l'actrice Choi Eun-hee. Ils fondent ensemble la société Shin Film et réalisent dans les années 1960 de nombreux films qui représentent la Corée du Sud dans divers festivals de cinéma. En 1978, Choi est enlevée et emmenée en Corée du Nord pour rencontrer Kim Jong-il, fils du dictateur Kim Il-sung et responsable à l'époque des affaires culturelles du pays. Six mois plus tard, Shin est également enlevé.
Après trois ans de détention, Shin Sang-ok et Choi Eun-hee reçoivent de Kim Jong-il l'ordre de réaliser des films, dans le but de permettre au cinéma nord-coréen d'obtenir une reconnaissance mondiale. Après avoir réalisé une série de films en Corée du Nord, ils réussissent en 1986 à s'échapper en se réfugiant à l'ambassade américaine de Vienne.

## Kim Jong-il et le cinéma
Fils du dirigeant nord-coréen Kim Il-sung, Kim Jong-il rejoint le département d'incitation et de propagande en 1966 et devient très vite directeur de la division cinéma et arts. Féru de cinéma, il dispose d'une collection de plus de 15 000 films. En tant que directeur de ce département, il propose au public de son pays des films et des opéras autour d'un thème central : la fierté de la nation et plus précisément pour Kim Il-sung. Dans Tyranny of the Weak: North Korea and the World, 1950–1992, l'historien Charles K. Armstrong (en) écrit que « Kim a mené les arts nord-coréens dans une direction qui semblait spécifiquement conçue en faveur de son père : sur ses conseils sont nés de nouveaux films et opéras axés comme jamais auparavant sur la lutte anti-japonaise de Kim Il-sung et de ses camarades en Mandchourie au cours des années 1930 ».
Kim Jong-il reste cependant frustré par ces films du début des années 1970. Il estime que, contrairement aux autres films qui sortent dans le monde entier, ceux qu'il produit sont rigides et sans vie, défauts qu’il impute au manque d'enthousiasme des acteurs et des équipes. Bradley K. Martin, auteur de Under the Loving Care of the Fatherly Leader: North Korea and the Kim Dynasty, explique ceci tout en citant un enregistrement sonore de Kim de 1983 : « La différence, suggère-t-il, était que les gens de l'industrie cinématographique nord-coréenne savaient que l'État les nourrirait même s'ils ne faisaient que le minimum, alors ils ne se fatiguaient pas… C'est « parce qu'ils doivent gagner de l'argent » que les gens de l'industrie cinématographique du Sud dépensent leur sang, leur sueur et leurs larmes pour obtenir des résultats. »
Kim Jong-il veut de nouvelles personnes passionnées pour faire avancer le cinéma nord-coréen. D’autres extraits du même enregistrement éclairent son ambition : « Si nous montrons continuellement les films occidentaux à la télévision, sans aucune restriction, alors seules des pensées nihilistes pourront se produire. […] Toutes ces choses, le patriotisme, le patriotisme – nous devons accroître cela, mais nous ne faisons qu’idolâtrer les choses occidentales. […] Nous devons donc faire avancer la technologie avant de nous ouvrir […] et c'est pour cela que je ne veux donner des droits qu'à un degré limité. »

## Enlèvement de Choi
L'actrice Choi Eun-hee est enlevée à Hong Kong alors qu'elle est pressentie pour la réalisation d'un film et pour la possible direction d'une académie d'acteurs dans une école locale. Elle est kidnappée le 14 janvier 1978 à Baie de Repulse et emmenée par voie maritime à Nampo en Corée du Nord le 22 janvier 1978. Elle est ensuite logée dans une villa de luxe appelée « Bâtiment N°1 ». On lui fait visiter les monuments de la ville de Pyongyang, comme le lieu de naissance de Kim Il-sung, ainsi que d'autres sites et musées. Elle reçoit un tuteur qui lui enseigne la vie et les réalisations de Kim Il-sung. Kim Jong-il l'emmène également voir des films, des opéras, des comédies musicales et des fêtes. Il demande son avis sur divers films et respecte son point de vue. Il se passe cinq années avant qu'elle n'apprenne qu'elle a été enlevée uniquement pour servir d'appât à Shin.

## Enlèvement de Shin
Après la disparition de Choi, Shin Sang-ok commence à la rechercher. Ils avaient déjà divorcé et Shin avait fondé une autre famille à cette époque. Il est en outre en conflit avec le gouvernement de la Corée du Sud au sujet de la révocation de la licence des Studios Shin. Il avait en effet parcouru le monde avec ses films dans l'espoir d'obtenir un visa de résident dans un autre pays. Six mois après l'enlèvement de Choi, Shin est kidnappé à son tour le 19 juillet 1978 à Hong Kong. Il se retrouve également logé dans une chambre somptueuse mais n'est pas informé du sort de Choi. Après deux tentatives d'évasion, il est envoyé en prison pour désobéissance. Le 23 février 1983, Shin reçoit une lettre indiquant qu'il doit être libéré de prison. Le 7 mars 1983, Shin et Choi sont enfin réunis lors d'une soirée organisée par Kim Jong-il.

## Films
Shin et Choi sont invités à découvrir l'impressionnante collection de films du  « Cher dirigeant » Kim Jong-il qui comprend plus de 15 000 films du monde entier. Le couple reçoit alors pour consigne de regarder et de donner leur avis chaque jour sur quatre films, principalement en provenance du bloc communiste mais parfois également de Hollywood. Shin et Choi reconnaissent les connaissances et les perspectives de Kim sur le cinéma[non neutre]. Finalement, Kim explique son désir que Shin réalise un film et le présente dans un festival international, en l'informant qu'il disposera d'un bureau aux Choson Film Studios à Pyongyang. Kim est parfaitement conscient que la propagande présente dans ses films les empêche d'atteindre un public international et de remporter des prix dans les festivals, de sorte qu'il permet à Shin d'élargir le scénario et de sélectionner des thèmes qui seront mieux acceptés à l'étranger. Shin commence à travailler le 30 octobre 1983 avec des fonds illimités à sa disposition. Lui et Choi gagnent un prix pour l'un de leurs films dans un festival de Tchécoslovaquie. Le dernier et le plus cher des films qu'ils font pour Kim Jong-il est Pulgasari, qui est très influencé par les films japonais de Godzilla de l'époque.
Parmi les films qu'ils ont réalisés, on peut citer :
- Mission sans retour (Doraoji annun milsa). Réalisé en 1984. Basé sur une pièce intitulée Conférence sanglante écrite par Kim Il-sung. Dans le film, Ri Jun, un émissaire coréen à la seconde conférence de La Haye en 1907, tente de convaincre la communauté internationale d'aider à abroger le traité d'Eulsa de 1905, qui a fait de la Corée un protectorat japonais. Ri Jun prononce un discours lors de la conférence et, alors qu'il ne réussit pas à gagner le soutien des puissances occidentales, il se fait hara-kiri devant les diplomates. Shin tourne certaines sections du film en Tchécoslovaquie et emploie des acteurs européens, ce qui n'a jamais été fait dans le cinéma nord-coréen[15].
- Amour, amour, mon amour (Sarang sarang nae sarang). Réalisé en 1984. Inspiré du conte populaire coréen, L'Histoire de Chunhyang (en). Le film est une comédie musicale et met en scène quelque chose d'inédit dans le cinéma nord-coréen : un léger baiser entre les deux personnages principaux. Chunhyang tombe amoureuse de Mongnyong, un riche aristocrate, mais il doit partir pour la capitale pour commencer une formation de fonctionnaire du gouvernement. Pendant son absence, un nouveau gouverneur reprend la province et tombe amoureux de Chunhyang. Après qu'elle l'a rejeté, il l'emprisonne. Juste avant qu'elle ne soit exécutée, Mongnyong revient pour la sauver[15].
- Confession d'un fuyard (Talchulgi). Réalisé en 1984. L'histoire se déroule dans les années 1920 durant la période coloniale japonaise. Le héros Song-ryul et sa femme (joué par Choi Eun-hee) vivent dans la pauvreté. La famille se déplace dans la région de Gando (en) en Mandchourie à la recherche d'une vie meilleure, mais leurs difficultés persistent. Song-ryul rejoint les rangs du groupe de résistance de Kim Il-sung et, une fois entré dans la guérilla, il fait exploser un train de l'armée japonaise[15].
- Le Sel (Sogum). Réalisé en 1985. Se déroule dans la région de Gando (en) dans les années 1930. Une famille cache un riche marchand sino-coréen, et le père est tué lors d'un affrontement entre la police japonaise et des bandits chinois. La femme pense alors que son mari est mort à cause des communistes et, très pauvre, demande l'aide du marchand sino-coréen, mais celui-ci la viole. Après une série de tragédies, un voisin lui fait part d'une entreprise illégale lucrative : la contrebande de sel. Alors qu'il transporte du sel, le groupe dont elle fait partie est attaqué par les Japonais, et un groupe communiste la sauve. Elle découvre que les communistes sont en fait ceux qui se battent pour les gens ordinaires et se propose de les rejoindre. Choi remporte le Prix de la meilleure actrice au Festival international du film de Moscou pour ce rôle[15].
- Le Conte de Shim Chong (Simcheongjeon). Réalisé en 1985. Shin fait une version musicale de ce conte classique sur la piété filiale. Shim Chong vit avec son père aveugle. Elle se sacrifie pour que sa cécité puisse être guérie, et est ainsi emmenée par des marins marchands. Ils la jettent par-dessus bord dans la mer et elle se retrouve au palais du dieu de la mer. Elle est renvoyée sur la terre à l'intérieur d'une orchidée géante flottante. Elle est retrouvée par le roi, ils tombent amoureux et se marient. À la fin, Shim Chong se retrouve avec son père qui est enfin guéri de sa cécité[15].
- Pulgasari. Réalisé en 1985. Ce film s'inspire nettement des films japonais de monstre géants dans la lignée de Godzilla. Il tourne autour d'un soulèvement paysan dans la Corée médiévale. Une petite fille se pique le doigt en cousant et, au moment où son sang touche un petit jouet en forme de dragon fait en riz, celui-ci se transforme en monstre géant, nommé Pulgasari. Il se bat alors pour les paysans et détruit le palais de l'empereur. Néanmoins, son appétit est tellement grand qu'il commence à manger les outils des agriculteurs, de sorte que la petite fille qui l'a engendré décide de se sacrifier en se déguisant pour servir de repas à Pulgasari. Quand le monstre la mange accidentellement, il explose et meurt[15].

## Fuite
Pour se défendre après leur éventuelle fuite de Corée du Nord et éviter d'être ensuite injustement accusés par les autorités sud-coréennes (par exemple de collaboration ou d'espionnage), Choi et Shin décident de dissimuler dans un magnétophone des enregistrements de leurs conversations avec Kim Jong-il afin de fournir la preuve qu'ils n'avaient pas quitté volontairement le Sud. Dans l'une de ces conversations enregistrées du 19 octobre 1983, Kim parle ouvertement de son plan pour enlever Shin et Choi dans le but d'améliorer l'industrie cinématographique de Corée du Nord. Il leur déclare qu'il serait préférable qu'ils annoncent à la presse qu'ils sont venus de leur plein gré en Corée du Nord. Lors d'une conférence de presse le 12 avril 1984 à Belgrade en Yougoslavie, Shin et Choi affirment effectivement avoir volontairement choisi de partir en Corée du Nord.
Après avoir terminé Pulgasari, les deux captifs discutent avec Kim d'un autre film lors de leur voyage à Vienne en 1986. Le New York Times publie un article le 22 mars 1986 annonçant que le couple s'est échappé de ses gardiens nord-coréens et a demandé l'asile politique à l'ambassade des États-Unis.
Après leur évasion, Shin vit aux États-Unis pendant de nombreuses années où il travaille dans l'industrie cinématographique avant de rentrer en Corée du Sud. La Corée du Nord publie une déclaration rejetant les allégations selon lesquelles Shin et Choi auraient été enlevés et affirme que Shin et Choi ont volontairement fait défection et sont partis avec une grande quantité d'argent nord-coréen.

## Inspirations dans la culture populaire
Après la sortie du livre de Paul Fischer, Une superproduction de Kim Jong-il, en 2015, l'enlèvement de Shin Sang-ok et Choi Eun-hee suscite l'intérêt international. Vanity Fair évoque ainsi une projection de Pulgasari à New York en avril 2015. Le Washington Post soupçonne qu'un remake serait en production.
En janvier 2016, au Festival du film de Sundance, dans la section des documentaires, est présenté un film sur le sort des captifs, Les Amoureux et le Despote (en), réalisé par Robert Cannan et Ross Adam.
La mini-série française Kim Kong (2017), produite par Arte et réalisée par Stephen Cafiero, s'inspire de ces événements. Shin Sang-ok y est cependant remplacé par un réalisateur français, enlevé par un despote asiatique rappelant Kim Jong-un, fils et successeur de Kim Jong-il.
La bande dessinée Le Dictateur et le dragon de mousse de Fabien Tillon et Fréwé (La Boîte à bulles, 2024) raconte également cette histoire de façon romancée.